# Инкстер (Северна Дакота)
Инкстер (енгл. Inkster) град је у америчкој савезној држави Северна Дакота.

## Демографија
По попису из 2010. године број становника је 50, што је 52 (-51,0%) становника мање него 2000. године.
| Група             | 2000.       | 2010.      |
| Белци             | 100 (98,0%) | 45 (90,0%) |
| Афроамериканци    | 0 (0,0%)    | 0 (0,0%)   |
| Азијати           | 0 (0,0%)    | 0 (0,0%)   |
| Хиспаноамериканци | 0 (0,0%)    | 0 (0,0%)   |
| Укупно            | 102         | 50         |